# Fausto Papeti
Fausto Papetti je (28. januar 1923 — 15. jun 1999) bio italijanski saksofonista. Svirao je alt saksofon. Rođen je u Vidžu u Lombardiji. Postao je poznat po 1960-tim i 1970-tim. Njegov album je bio na vrhu liste, bio je štampan na celom latino-američkom tržištu. Tokom sedamdesetih godina prošlog veka, Papeti je pravio dve zbirke pesama po godini. Najprodavanija je bila dvadeseta.

## Spoljašnje veze
- [http://www.keros.it/papetti/english.html
- [https://web.archive.org/web/20130607063643/http://faustopapetti.es/